# Associazione Nazionale Italiana
L'Associazione Nazionale Italiana fu un'associazione politica insurrezionale fondata nel maggio del 1848 da Giuseppe Mazzini.
Dopo l'esperienza del movimento politico Giovine Italia e sensibile alle manifestazioni e proteste in tutta Europa in quegli anni, Mazzini crea questo nuovo movimento con l'obiettivo di trasformare l'Italia in una repubblica democratica unitaria, secondo i principi di libertà, indipendenza e unità, destituendo i governi dei precedenti stati preunitari. La Giovine Italia costituì uno dei momenti fondamentali nell'ambito del Risorgimento italiano.
L'esperienza durerà solo pochi anni, prima di sciogliere il movimento e confluire nel Partito d'Azione (1853-1867).